# Hooglandgronfolo
De hooglandgronfolo (Qualea albiflora) is een boomsoort. De boom kan 30 meter hoog worden met een stam die 50 tot 80 cm in doorsnee kan meter, soms tot 1 meter. De stam is recht en cilindrisch tot 20 meter lang. De boom heeft plankwortels tot 2 meter hoog.
Het verspreidingsgebied bevat het tropisch regenwoud van noordelijk Zuid-Amerika.